# カッパ口
カッパ口（かっぱくち、かっぱぐち）とは、伝説上の動物である河童の嘴（くちばし）に似た形状を持つ人間の口を指す言葉。下唇を上唇で覆い、上唇も内側に巻き込むようにし、口角を上げるというよりは唇中央を下げるような表情で、アルファベットの v のように見える。

## 由来と歴史
タラコ唇やおちょぼ口のように口の特徴を表す言葉である。近年ではアヒル口と共に、女性の魅力の一つとして認知されるようになってきている。「カッパ口」そのものは2013年にドラマ「あまちゃん」にて女優・能年玲奈がした事でじわじわと広まった。以降こうした口の形状が女性の「キュートさ」や「セクシーさ」を表す特徴のひとつとして、広く知られるようになった。